# Ursulinenklooster (Sint-Truiden)

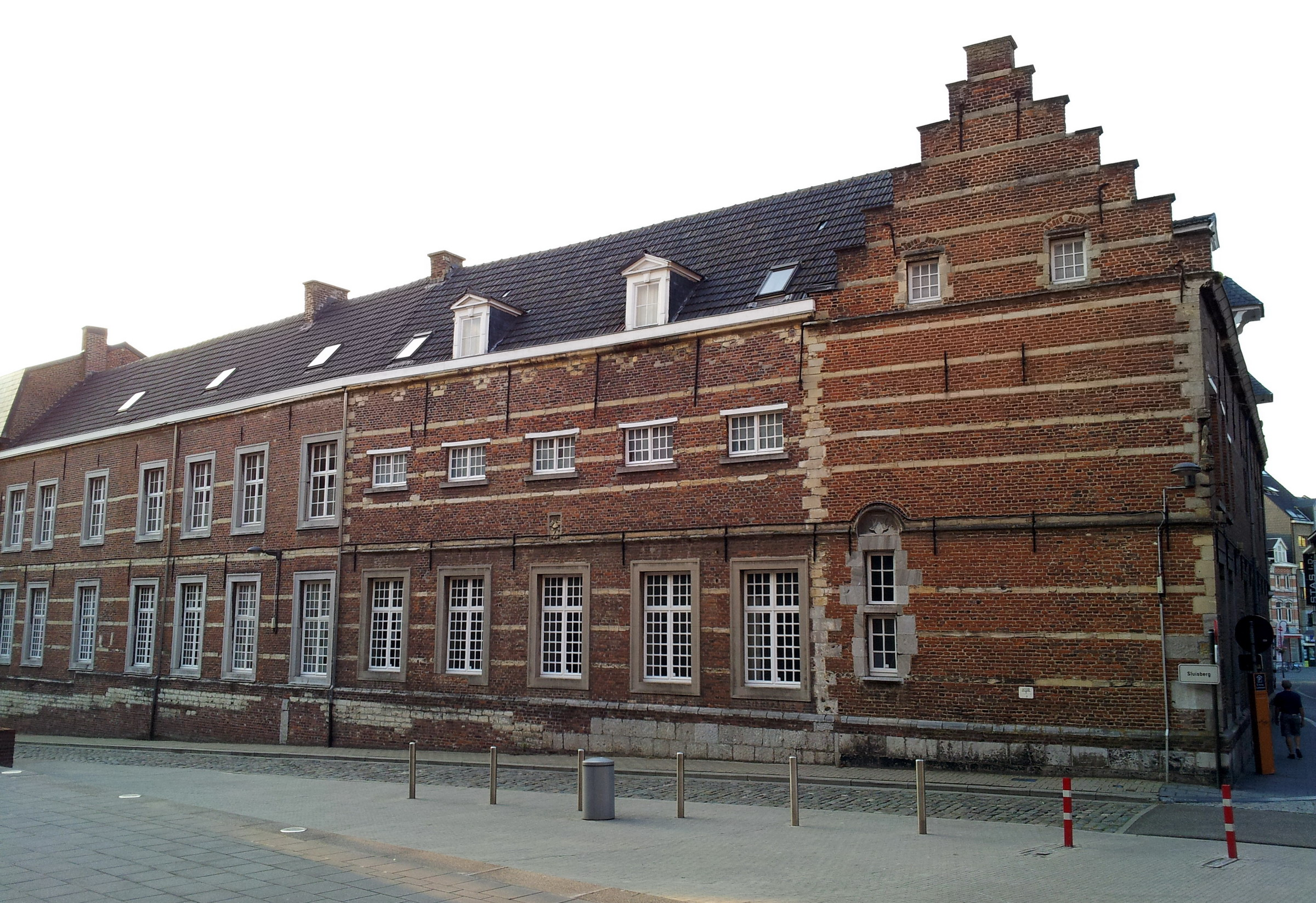
Het Ursulinenklooster
(gevel aan de Sluisberg)

Het Ursulinenklooster is een klooster aan de Clockemstraat 5 in de Belgische stad Sint-Truiden.

## Geschiedenis
Oorspronkelijk stond hier een refugiehuis van de Abdij van Averbode. Reeds in de 13e eeuw bestond een dergelijk huis, maar dit gebouw bestaat vrijwel niet meer. Het huidige huis werd gebouwd in 1555, waarna geleidelijk aan uitbreidingen volgden, zodat uiteindelijk, in 1864, een vierkant complex ontstond, gegroepeerd om een binnenplaats. De zuidvleugel werd in 1598 opgetrokken.
Einde 18e eeuw, maar reeds vóór 1794, was het huis reeds in privébezit overgegaan, en behoorde het aan de familie Roberti. In 1864 werd het betrokken door de Zusters Ursulinen. Deze zusters verzorgden onder meer het onderwijs in een aantal scholen. Omstreeks 1900 werden diverse gebouwen in de Ursulinenstraat en de Sluisberg aan het geheel toegevoegd. In 1927 werd een in traditionalistische stijl opgetrokken gebouw met torentje toegevoegd.
Omstreeks 2015 werden de 19e-eeuwse gebouwen verbouwd tot appartementen, terwijl enkele meer recente schoolgebouwen werden gesloopt.

## Gebouw
Van belang is het vierkante complex om de binnenplaats. De oostgevel geeft uitzicht op een bakstenen gebouw met mergelstenen speklagen, en hoekbanden van mergelsteen en kalksteen. De leuze ne quid nimis van abt Volders bevindt zich, tezamen met het wapenschild, in het fronton.
De noordgevel, oorspronkelijk de voorgevel, is in renaissancestijl. Het is een trapgevel met ingezwenkte top. Deze is fraai versierd met pilasters, frontons en dergelijke, en er is ook een beeld van Johannes de Doper aangebracht.
De zuidgevel toont een trapgevel met mergelstenen speklagen en hoekbanden.
De zuidvleugel bestaat uit twee gedeelten. Het rechtergedeelte is uit 1598 en toont het wapenschild van abt Valentijn Matheus. Het linkergedeelte is 18e-eeuws.

## Museum
Het Museum van Hedendaagse Kantwerken, dat zich in enkele ruimtes van het complex bevindt, toont kantontwerpen en -werken die de zusters Ursulinen in de jaren 70 van de 20e eeuw hebben vervaardigd. Ook een collectie oudere kantwerken van de zusters wordt er tentoongesteld.